# مرین (میسیسیپی)
مرین (به انگلیسی: Marion) شهرکی در ایالت میسیسیپی کشور ایالات متحده آمریکا است که جمعیت آن در سرشماری سال ۲۰۱۰ میلادی، ۱٬۴۷۹
نفر بوده‌است.